# Bunopitec
El bunopitec (Bunopithecus sericus) és una espècie extinta de gibó o primat similar a un gibó. Les seves restes foren trobades per primera vegada a Sichuan (Xina), en estrats del Plistocè mitjà, però des d'aleshores se n'han trobat més arreu de l'Europa Meridional i Àsia. Era un animal frugívor i, igual que els simis d'avui en dia, mancava de cua.
Les dues espècies de gibó huloc eren classificades anteriorment al gènere Bunopithecus, però recentment foren reclassificades en un gènere propi, deixant B. sericus com a única espècie en aquest gènere.